# Rolf Steinhausen
Rolf Steinhausen (Nümbrecht, 27 luglio 1943) è un pilota motociclistico tedesco, vincitore di 2 titoli mondiali nei sidecar.

## Carriera
Steinhausen fece il suo esordio nelle competizioni motociclistiche nel 1961. Dopo alcuni incidenti, passò nel 1964 dalle moto ai sidecar, spinto anche dall'amicizia con il quattro volte Campione del Mondo della categoria Max Deubel, il quale gli cedette a fine carriera uno dei suoi mezzi.
Dopo aver iniziato con dei sidecar motorizzati BMW, nel 1972 Steinhausen decise di utilizzare i motori König, quattro cilindri due tempi di origine motonautica. I nuovi motori permisero al tedesco di costruire un sidecar più basso e con una migliore aerodinamica. In quell'anno il tedesco fece anche il suo esordio nel Motomondiale, dove arrivò decimo in coppia con Werner Kapp, ottenendo come miglior risultato il quarto posto al GP d'Austria.
La stagione successiva Steinhausen fu 6º nel Mondiale (alternando come passeggeri Karl Scheurer e Erich Schmitz), ottenendo il suo primo podio (terzo al Sidecar TT). Per la stagione '74 il tedesco si fece realizzare un nuovo telaio dallo specialista Dieter Busch: con il nuovo sidecar Steinhausen vinse il suo primo GP (quello del Belgio) e fu quarto nel Mondiale (alternando anche quest'anno due passeggeri: Scheurer e Josef Huber).
Il 1975 vide Steinhausen (in coppia con Huber) laurearsi Campione del Mondo, grazie a tre vittorie (Austria, TT e Belgio). Quello del '75 fu anche il primo titolo per un sidecar a due tempi. Nel 1976 Steinhausen si riconfermò campione (vincendo di nuovo gli stessi tre GP dell'anno precedente).
La stagione '77 vedeva Steinhausen favorito per il titolo, ma così non fu, per diversi problemi al motore. A partire dal GP di Francia Steinhausen passò a un motore Yamaha e a un nuovo passeggero (Wolfgang Kalauch), con cui terminò la stagione al 4º posto con una vittoria, in Cecoslovacchia. Da ricordare il GP del Belgio, dove il tedesco segnò il record sul giro a 200,520 km/h.
Dopo un anonimo 1978 terminato al 14º posto, il 1979 vide Steinhausen in lotta per il titolo della categoria B2A, finendo al 2º posto dietro allo svizzero Rolf Biland. Quello del '79 fu uno degli ultimi acuti di Steinhausen, la cui carriera terminò a fine 1989, dopo aver vinto anche due titoli tedeschi della categoria (1986 e 1987).
Dopo il ritiro Steinhausen si è dedicato all'imprenditoria, gestendo una ditta di autotrasporti.

## Risultati nel motomondiale
| 1972 | Classe  | Moto  |   |   |   |    |   |    |   |   |    |   |    |   |    |  |  | Punti | Pos. |
| ---- | ------- | ----- | - | - | - | -- | - | -- | - | - | -- | - | -- | - | -- |  |  | ----- | ---- |
| 1972 | Sidecar | König | - | 5 | 4 | NE | - | NE | - | 7 | NE | - | NE | - | NE |  |  | 18    | 10º  |

| 1973 | Classe  | Moto  |   |   |   |    |   |    |   |   |   |    |   |    |  |  |  | Punti | Pos. |
| ---- | ------- | ----- | - | - | - | -- | - | -- | - | - | - | -- | - | -- |  |  |  | ----- | ---- |
| 1973 | Sidecar | König | 5 | - | - | NE | 3 | NE | 6 | - | 5 | NE | - | NE |  |  |  | 27    | 6º   |

| 1974 | Classe  | Moto        |   |   |   |   |   |   |   |    |    |   |    |    |  |  |  | Punti | Pos. |
| ---- | ------- | ----------- | - | - | - | - | - | - | - | -- | -- | - | -- | -- |  |  |  | ----- | ---- |
| 1974 | Sidecar | Busch/König | - | 4 | - | 3 | - | 2 | 1 | NE | NE | - | NE | NE |  |  |  | 45    | 4º   |

| 1975 | Classe  | Moto        |   |    |   |   |    |   |     |   |    |    |   |    |  |  |  | Punti | Pos. |
| ---- | ------- | ----------- | - | -- | - | - | -- | - | --- | - | -- | -- | - | -- |  |  |  | ----- | ---- |
| 1975 | Sidecar | Busch/König | 4 | NE | 1 | 3 | NE | 1 | Rit | 1 | NE | NE | 2 | NE |  |  |  | 57    | 1º   |

| 1976 | Classe  | Moto        |   |   |    |    |   |   |   |    |    |   |   |    |  |  |  | Punti | Pos. |
| ---- | ------- | ----------- | - | - | -- | -- | - | - | - | -- | -- | - | - | -- |  |  |  | ----- | ---- |
| 1976 | Sidecar | Busch/König | - | 1 | NE | NE | 1 | 8 | 1 | NE | NE | 4 | 2 | NE |  |  |  | 65    | 1º   |

| 1977 | Classe  | Moto                       |    |     |   |    |    |    |    |    |   |    |    |   |   |  |  | Punti | Pos. |
| ---- | ------- | -------------------------- | -- | --- | - | -- | -- | -- | -- | -- | - | -- | -- | - | - |  |  | ----- | ---- |
| 1977 | Sidecar | Busch/König e Busch/Yamaha | NE | Rit | 6 | NE | NE | NQ | NE | NP | 2 | NE | NE | 1 | 2 |  |  | 44    | 4º   |

| 1978 | Classe  | Moto          |    |    |     |   |     |     |   |    |    |   |     |   |    |  |  | Punti | Pos. |
| ---- | ------- | ------------- | -- | -- | --- | - | --- | --- | - | -- | -- | - | --- | - | -- |  |  | ----- | ---- |
| 1978 | Sidecar | Seymaz/Yamaha | NE | NE | Rit | - | Rit | Rit | 4 | NE | NE | - | Rit | - | NE |  |  | 8     | 14º  |

| 1979 | Classe      | Moto       |    |   |   |    |    |    |   |   |   |    |   |   |    |  |  | Punti | Pos. |
| ---- | ----------- | ---------- | -- | - | - | -- | -- | -- | - | - | - | -- | - | - | -- |  |  | ----- | ---- |
| 1979 | Sidecar B2A | KSA/Yamaha | NE | 3 | 1 | NE | NE | NE | 2 | 1 | - | NE | 5 | - | NE |  |  | 58    | 2º   |

| 1980 | Classe  | Moto   |    |    |   |   |   |   |   |   |   |   |  |  |  |  |  | Punti | Pos. |
| ---- | ------- | ------ | -- | -- | - | - | - | - | - | - | - | - |  |  |  |  |  | ----- | ---- |
| 1980 | Sidecar | Bartol | NE | NE | 5 | - | - | 7 | - | - | - | - |  |  |  |  |  | 10    | 13º  |

| 1981 | Classe  | Moto       |    |   |   |    |   |   |    |   |   |    |   |   |   |   |  | Punti | Pos. |
| ---- | ------- | ---------- | -- | - | - | -- | - | - | -- | - | - | -- | - | - | - | - |  | ----- | ---- |
| 1981 | Sidecar | RSR/Yamaha | NE | 9 | 6 | NE | - | - | NE | - | - | NE | - | - | - | - |  | 7     | 17º  |

| 1982 | Classe  | Moto         |    |   |    |    |    |   |   |    |   |   |    |   |   |   |  | Punti | Pos. |
| ---- | ------- | ------------ | -- | - | -- | -- | -- | - | - | -- | - | - | -- | - | - | - |  | ----- | ---- |
| 1982 | Sidecar | Busch/Yamaha | NE | - | NE | NE | NE | - | 6 | NE | - | - | 10 | 4 | 5 | - |  | 20    | 9º   |

| 1984 | Classe  | Moto         |    |    |    |   |   |   |    |   |   |   |   |    |  |  |  | Punti | Pos. |
| ---- | ------- | ------------ | -- | -- | -- | - | - | - | -- | - | - | - | - | -- |  |  |  | ----- | ---- |
| 1984 | Sidecar | Busch/Yamaha | NE | NE | NE | - | - | 8 | NE | - | - | 7 | - | NE |  |  |  | 7     | 14º  |

| 1985 | Classe  | Moto      |    |    |   |    |    |    |   |   |    |    |   |    |  |  |  | Punti | Pos. |
| ---- | ------- | --------- | -- | -- | - | -- | -- | -- | - | - | -- | -- | - | -- |  |  |  | ----- | ---- |
| 1985 | Sidecar | Busch/ARO | NE | NE | - | NE | 10 | NE | - | - | 10 | NE | 5 | NE |  |  |  | 8     | 13º  |

| 1986 | Classe  | Moto         |    |    |   |   |    |   |   |   |   |   |    |   |  |  |  | Punti | Pos. |
| ---- | ------- | ------------ | -- | -- | - | - | -- | - | - | - | - | - | -- | - |  |  |  | ----- | ---- |
| 1986 | Sidecar | Busch/Yamaha | NE | NE | - | - | NE | - | 3 | - | - | - | NE | - |  |  |  | 10    | 13º  |

| 1987 | Classe  | Moto         |    |   |   |    |   |    |   |   |   |   |   |    |    |    |    | Punti | Pos. |
| ---- | ------- | ------------ | -- | - | - | -- | - | -- | - | - | - | - | - | -- | -- | -- | -- | ----- | ---- |
| 1987 | Sidecar | Busch/Yamaha | NE | - | - | NE | - | NE | 5 | - | 3 | 4 | - | NE | NE | NE | NE | 24    | 7º   |

| 1988 | Classe  | Moto      |    |    |    |   |    |   |   |   |   |    |   |   |   |   |    | Punti | Pos. |
| ---- | ------- | --------- | -- | -- | -- | - | -- | - | - | - | - | -- | - | - | - | - | -- | ----- | ---- |
| 1988 | Sidecar | Busch/ADM | NE | NE | NE | - | NE | - | - | - | 7 | NE | - | - | - | - | NE | 9     | 19º  |

| 1989 | Classe  | Moto  |    |    |   |    |    |   |   |    |   |   |   |   |   |   |    | Punti | Pos. |
| ---- | ------- | ----- | -- | -- | - | -- | -- | - | - | -- | - | - | - | - | - | - | -- | ----- | ---- |
| 1989 | Sidecar | Busch | NE | NE | - | NE | NE | 6 | 8 | NE | 5 | 4 | - | - | 8 | 9 | NE | 57    | 8º   |

| Legenda | 1º posto        | 2º posto            | 3º posto            | A punti      | Senza punti        | Grassetto – Pole position Corsivo – Giro più veloce |
| Legenda | Gara non valida | Non qual./Non part. | Ritirato/Non class. | Squalificato | '-' Dato non disp. | Grassetto – Pole position Corsivo – Giro più veloce |